# Ursheim
Ursheim ist ein Gemeindeteil der Gemeinde Polsingen im Landkreis Weißenburg-Gunzenhausen (Mittelfranken, Bayern). Die Gemarkung Ursheim hat eine Fläche von 9,707 km². Sie ist in 1247 Flurstücke aufgeteilt, die eine durchschnittliche Flurstücksfläche von 7784,45 m² haben. In ihr liegen neben dem namensgebenden Ort die Gemeindeteile Bergershof und Oberappenberg und die Wiesmühle.

## Geographie
Das Pfarrdorf liegt im Südwesten des Landkreises Weißenburg-Gunzenhausen etwa zwei Kilometer nördlich von Polsingen. Die Rohrach, ein Nebenfluss der Wörnitz, durchfließt den Ort. Die nächstgelegene Stadt ist das acht Kilometer entfernte Oettingen. Durch Ursheim verlaufen die Staatsstraße 2384 und Kreisstraße WUG 30.

## Geschichte
In einer Urkunde vom 1. Mai 899 ist Ursheim erstmals erwähnt. Bis 1971 war es eine selbständige Gemeinde, die im Zuge der Gebietsreform nach Polsingen eingemeindet wurde. Zur Gemeinde Ursheim gehörten die Weiler Bergershof und Oberappenberg.

## Bau- und Bodendenkmäler
Zu erwähnen ist die neuromanische Kirche St. Wunibald.